# Espace d'Arens-Fort
L'espace d'Arens-Fort, nommé d'après les mathématiciens Richard Friederich Arens et Marion Kirk Fort (en), est un espace topologique particulier qui sert souvent de contre-exemple.

Exemple d'un voisinage de (0, 0) : les colonnes 2, 3 et 5 sont les seules à ne pas contenir presque tous les points.

## Définition
On considère l'ensemble ℕ2 des couples d'entiers naturels. Pour tout entier n, appelons « n-ième colonne » le sous-ensemble de tous les couples dont la première composante est égale à n. L'espace d'Arens-Fort est l'ensemble ℕ2 muni de la topologie dont les ouverts sont
- les parties qui ne contiennent pas le point (0, 0),
- les parties dont « presque toute » colonne contient « presque tous » les entiers, où « presque tous » signifie ici : tous sauf un nombre fini.

## Propriétés
- L'espace d'Arens-Fort est complètement normal.
- Seules ses parties finies sont compactes. Il en résulte qu'il n'est pas compactement engendré, si bien qu'il n'est ni localement compact, ni séquentiel (en particulier, il n'est pas métrisable).
- Il est trivialement séparable, σ-compact et de Lindelöf.
- Tout point autre que (0, 0) est isolé, donc toute partie contenant (0, 0) est fermée et l'espace est de dimension zéro.
- Aucun voisinage de (0, 0) n'est connexe.
- Le point (0, 0) n'a pas de base de voisinages dénombrable[1].
- Les seules suites convergentes sont les suites stationnaires, car une suite (vn) à valeurs distinctes de (0, 0) ne peut pas converger vers ce point : c'est immédiat si (vn) ne prend ses valeurs que dans un nombre fini de colonnes et sinon, soit (wn) une sous-suite de (vn) comportant au plus un point par colonne, alors ℕ2 privé de l'ensemble des wn est un voisinage de (0, 0) donc (wn) ne converge pas vers (0, 0) et a fortioti  (vn) non plus[2].
- Le point (0, 0) est pourtant valeur d'adhérence de toute suite exhaustive d'éléments de ℕ2\{(0, 0)}.
- L'espace n'est pas extrêmement discontinu, car l'adhérence de l'ouvert U constitué par exemple des colonnes impaires n'est pas un ouvert : c'est l'ensemble U∪{(0, 0)}.